# Ноћни портир (филм)
Ноћни портир (енгл. The Night Porter; итал. Il Portiere di notte ) је италијански играни филм из 1974. године. Режирала га је Лилијана Кавани. Главне улоге играју Шарлот Ремплинг и Дирк Богард.

## Радња
Филм говори о односу преживјеле из њемачког концентрационог логора и бившег СС официра. Тринаест година по завршетку Другог свјетског рата, Луција (Шарлот Ремплинг) игром случаја одсједа у хотелу у коме као ноћни портир ради Макс (Дирк Богард).

## Улоге
| Глумац          | Улога                     |
| --------------- | ------------------------- |
| Дирк Богард     | Максимилијан Тео Алдорфер |
| Шарлот Ремплинг | Луција Атертон            |